# إمري ماركوش
إمري ماركوش (بالمجرية: Markos Imre)‏ (9 يونيو 1908 – 1960) لاعب كرة قدم مجري راحل كان يجيد اللعب في خط الهجوم.
لعب طوال مسيرته الرياضية في أندية بوكسكاي (؟؟؟؟-1936) رين (1936-1937) .
مثل منتخب المجر في 20 مباراة مسجلا 5 أهداف (1929-1935). شارك مع منتخب المجر في بطولة كأس العالم 1934 في إيطاليا حيث خرج من الدور الربع النهائي.
تولى تدريب أندية تورغو موريش، ديبريشيني (1947-1948) توركو (1948-1950) ديغيرفورس (1951-1953) بيركيفا توركو (1954) فنربخشه (1955) كريستيانستاد.

## وصلات خارجية
- إمري ماركوش على موقع قاعدة بيانات كرة القدم.إي يو (الإنجليزية)
- إمري ماركوش على موقع ناشيونال فوتبول تيمز (الإنجليزية)
- إمري ماركوش على موقع عالم كرة القدم.نت (الإنجليزية)
- سيرة ذاتية[وصلة مكسورة]